# Meksykańska fala

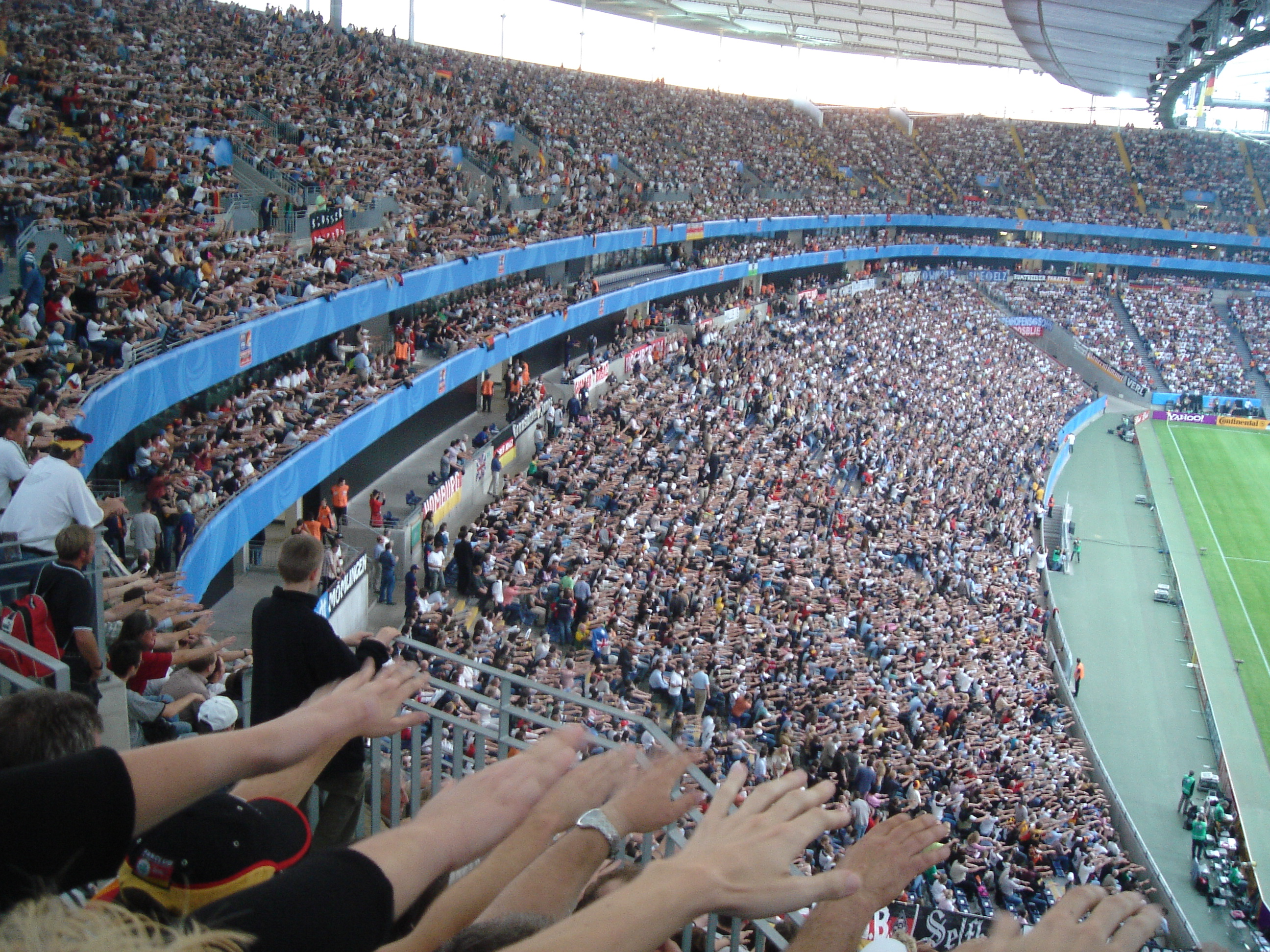
Meksykańska fala podczas Pucharu Konfederacji w 2005 roku.

Meksykańska fala (także m.in. The wave, Mexican wave, La Ola) – rodzaj dopingu wykonywanego przez publiczność podczas zawodów sportowych. 
Doping ten pojawił się w latach 80. XX wieku w krajach Ameryki Północnej. Swoją polską nazwę, mającą podobne odpowiedniki również w innych językach, zawdzięcza turniejowi Mistrzostw Świata w Piłce Nożnej w Meksyku, gdzie był często wykonywany, a dzięki bijącym rekordy popularności transmisjom telewizyjnym tych wydarzeń trafił do innych krajów świata. 
Doping ten polega na podnoszeniu się kolejnych kolumn publiczności tuż po tym, kiedy podniosły się kolumny poprzednie, lecz nie równocześnie z nimi. Dzięki temu uzyskuje się wizualny efekt fali. W zależności od zaangażowania kolejnych sektorów stadionu fala może okrążyć cały stadion. Falę organizują zazwyczaj członkowie grup kibiców odpowiedzialni za prowadzenie dopingu, może również nawoływać do niej spiker.
Do zapoczątkowania fali wystarcza zwykle około kilkudziesięciu osób. Fale przesuwają się z prędkością 12 m/s (lub 20 krzesełek na sekundę) i mają szerokość około 6–12 m (15 krzesełek), najczęściej biegną zgodnie z ruchem wskazówek zegara.